# Ельмер Діктоніус
Е́льмер Рафае́ль Дікто́ніус (швед. Elmer Rafael Diktonius, * 20 січня 1896, Гельсінкі — † 23 вересня 1961, Кауніайнен, Фінляндія) — шведсько-фінський поет, прозаїк, перекладач, критик і композитор. Один із провідних представників модернізму у шведськомовній літературі Фінляндії, поряд із Едіт Седерґран, Гаґар Ульссон і Ґуннаром Б'єрлінґом. Виступив новатором у музиці.

## Життєпис
Ельмер Діктоніус народився в сім'ї друкарського майстра Авґуста Віктора Діктоніуса (*1859—†1912) і Аделаїди Марії Розалії Діктоніус (†1940, до шлюбу Мальмстрем), дочки підрядника. Мав сестру Ельсу Аліну (*1889—†1929). Ще змалку перейняв від батька любов до музики і літератури. У родині говорили по-шведському, але з практичних міркувань послали Ельмера до фінськомовної школи. Згодом він вступив до Гельсінського фінського реального ліцею, довчився до сьомого класу й у 1912 покинув науку. Вправлявся у грі на скрипці, багато читав, його улюбленими авторами були Фрідріх Ніцше, Авґуст Стріндберг, Федір Достоєвський, Волт Вітмен і Кнут Гамсун. Попрацювавши продавцем у крамниці нот, 1913 року Діктоніус вступив до Гельсінського музичного інституту, де до 1919 року вдосконалював гру на скрипці й вивчав композицію. Його педагогом і наставником був ректор інституту Ерккі Мелартін.
У 1915 році Діктоніус познайомився з політиком-соціалістом Отто Вілле Куусіненом (1881—1964) — майбутнім радянським партійним функціонером. Вони навчали один одного — відповідно, віршування й гри на фортеп'яно. Куусінен обстоював засаду, що першочергове завдання естетики — спонукати маси до революції, заохочував приятеля до читання марксистської літератури й значно вплинув на його погляди.
Під час Фінської громадянської війни (1917—1918) симпатії Діктоніуса були на стороні червоних, однак до Червоної гвардії він не вступив. З серпня 1919 по вересень 1920 року Діктоніус служив в армії, у складі медичного корпусу на острові Валаам. У травні 1920-го зазнав фіаско зі своїми музичними творами й, демобілізувавшись восени 1920-го, хотів вступити до Віденської консерваторії, але зрештою відмовився від цього наміру. Діставши гроші від своєї матері й від Гелли Вуолійокі (ймовірно, що й від шведських комуністів), 1920 року він вирушив у подорож до Англії. За кордоном Діктоніус зустрічався з представниками міжнародного комуністичного руху, писав вірші, а в Лондоні зійшовся з феміністкою й комуністкою Мері Мургауз. Згодом вона вийшла заміж за лівого фінського політика Ейно Пеккалу. Повернувся до Гельсінкі у 1921-му.
На той час Діктоніус співпрацював із виданнями Arbetarbladet (з 1922 року) та Tulenkantajat (з 1921). Разом із Гаґар Ульссон він став засновником і рушійною силою модерністичного журналу Ultra, вісім номерів якого вийшло у 1922 році. Писав полемічні статті й різко критикував таких літераторів, як Бертель Ґріпенберг, Рунар Шильдт і Ярл Геммер. Тоді ж почав листуватися з Ейвіндом Юнсоном, і ця кореспонденція тривала десятки років.
1923 року одружився з співачкою Мері Ріґмор Марттінен, від осені 1925-го до весни 1927-го перебував у Парижі, звідки мусив повернутися додому через нестатки і хворобу. У 1926-му шлюб розпався. 1930 року Марттінен наклала на себе руки, й колишній чоловік написав вірш-некролог «Ми співали». Вдруге одружився у 1929-му з Анною-Лееною Яйккя. Через брак грошей подружжя жило в провінції. У листі до матері Діктоніус написав, що має одні-єдині штани, та й ті з діркою на задку. Любив відвідувати Лумпарланд, що на островах Ахвенмаа. Певний час він мешкав у селищі Рейккя (Нурміярві), а 1931 року разом із жінкою оселився в передмісті Гельсінкі — Кауніайнені, де сусідував із письменником і критиком Улофом Енкеллем. Приятелював із письменником Франсом Еемілем Сілланпяя й назвав свою дочку Сільєю (*1933) на честь героїні приятелевого роману «Спав молодик» (1931). Перекладав шведською деякі твори Сілланпяя й наполягав, щоб подати його кандидатуру на здобуття Нобелівської премії.
Діктоніус став одним із співзасновником модерністського журналу Quosego (1928—1929), співпрацював із ними, а також із періодичними виданнями: фінськими Sosialidemokraatti, Elanto (з 1927), Tulenkantajat та шведськими Arbetet (Мальме), Nya Daglig Allehanda, Clarté і Spectrum. З 1931 року писав музикознавчі статті для часопису Nya Argus. Протестуючи проти діяльності правого крила націоналістичного руху «Лапуа», Діктоніус вступив до Гельсінської шведської професійної спілки. 1937 року став членом Спілки шведських письменників Фінляндії.
З початку 1930-х років політичні погляди Діктоніуса дедалі правішають, зсуваються до соціал-демократичних. Колишні однодумці називають його опортуністом. Будучи громадянином країни, що належала до сфери інтересів Німеччини й СРСР, письменник мусив зважати на цю обставину й відповідно достосовуватися. 1934 року він побував у Чехословаччині (в Празі) та Німеччині й побачив тамтешню дійсність. У 1936-му його сатирична стаття про Адольфа Гітлера, опублікована в Arbetarbladet'і, викликала гостру реакцію німецького посла у Фінляндії, й Карл-Авґуст Фаґергольм, головний редактор цієї газети, мусив заплатити штраф. А вже під час Першої радянсько-фінської війни (1939—1940) Діктоніус, працюючи в інформагенції «Фінляндія», показав себе націоналістом і прихильником зближення Фінляндії та Німеччини. У Швеції газети та журнали друкували його злободенні й патріотичні статті про становище Фінляндії. У приватному листуванні він гостро критикував крайніх лівих, до яких сам належав замолоду, а 1940 року заприятелював із письменником-марксистом Бертольдом Брехтом, що на той час, ховаючись від нацистського режиму, знайшов політичний притулок у Фінляндії. Брехт називав приятеля «фінським Горацієм».
Після вибуху Другої радянсько-фінської війни Діктоніус служив у тій же агенції. Його творчість не мала яскравого мілітаристського й офіціозного забарвлення, однак 1942 року «Плитковики» — вірш із його збірки «Кам'яне вугілля», перекладений німецькою, надруковано у брошурі «Бойовий побратим — Фінляндія», призначеній для солдатів Вермахту, що воювали у Фінляндії. Передмову написали нацистський ідеолог Альфред Розенберґ і колишній президент Фінляндії Пер Евінд Свінгувуд. Цього ж року Діктоніус у віршах позначеної патріотичним духом збірки «Знамення» возвеличив композитора Яна Сібеліуса, письменника Франса Ееміля Сілланпяя і президента Кюесті Калліо. У шведській газеті «Даґенс нюгетер» він обстоював фінсько-німецький пакт і висловлював задоволення з того, що фінські війська зайняли частину Карелії. Наприкінці року міжнародне політичне становище Фінляндії погіршало. Як і здоров'я Діктоніуса — через зловживання спиртними напоями й перевтому від надмірної напруженої роботи.
На початку 1943-го він довго лежав у лікарні. «За останні три тижні я ні разу не почувся здоровим», — написав він приятелеві. Після того, як у 1944-му закінчилася Друга радянсько-фінська війна, письменник налагодив співпрацю з газетами — народно-демократичною Vapaa Sana і комуністичною Työkansan Sanomat (з 1947). 
У другій половині сорокових років Діктоніус писав значно менше — через недуги. З'явилися ознаки деменції, почалася хвороба Альцгаймера, розвивались аутизм і алкоголізм. Живучи в нестатках, він поступово ізолювався від літературного процесу та суспільного життя. Коло друзів звужувалося й з початку 1950-х звелося фактично до Улофа Енкелля і Єрна Доннера, які морально і матеріально допомагали хворому. Коли він був уже не в змозі писати, Єрн Доннер зібрав, скільки вдалося, Діктоніусові неопубліковані вірші та оповідання, написані у 1918—1953 роках, відредагував їх і у 1954-му видав книжкою . До 60-річчя від дня народження письменника Улоф Енкелль, упорядкувавши і відредагувавши його твори, у 1956—1957 роках видав їх трьома томами.
Цей період Діктоніусового життя поет Єста Оґрен відобразив у вірші «Діктоніус навесні 1958-го»:
| Відімкнулися двері. Він сидів, нерухомий, мов час, вдивляючись у стіну. На шпалерах завмерли роки, дні і дні. Не забринів тут навіть шепіт. Ніщо не перебило останньої думки. Він був її частиною. Оригінальний текст (швед.) Dörren låstes upp. Han satt där, orörlig som tiden, och såg på väggen. Alla åren stod stilla i tapeten, dagar och dagar. Inte en viskning darrade. Ingenting avbröt den sista tanken. Han var en del av den. |
20 січня 1956-го до Діктоніуса прийшли колеги по перу, щоб привітати його з 60-літтям. Під час поздоровчих промов він нерухомо сидів у кріслі, вдивлявся в далину й машинально гладив кота. Останні кілька років життя пробув у лікарні у Нікбю. Насамкінець майже не вставав із ліжка, відмовлявся їсти й зовсім не говорив. Помер 23 вересня 1961 року.

## Творчість

### Літературна творчість
Перша збірка поезій і афоризмів Діктоніуса «Мій вірш» вийшла 1921 року за допомогою Куусінена в дрібному стокгольмському ліворадикальному видавництві Fram. У декларативному, лозунговому стилі автор закликав до соціальної й літературної революції проти звапнілої буржуазії та її мавпячого мистецтва. «Демократія — останній притулок буржуїв, — писав він. — Комунізм покладе їм кінець». На думку поета, «заснулий світ» належить будити митцям, ученим і пролетарям. Ця збірка не дійшла до широких читацьких мас і не здобула розголосу. «Маю всього двісті вірних читачів, — іронізував Діктоніус. — А з них хіба що п'ятдесят цілковито згоджуються зі мною». У Фінляндії на цей дебют звернула увагу письменниця Гаґар Ульссон. Завдяки їй поет-початківець познайомився з Едіт Седерґран, Генрі Парландом, Раббе Енкеллем, Ґуннаром Б'єрлінґом та іншими членами угруповання модерністів «Факелоносець». Згодом часто відвідував Седерґран у Райволі, що на Карельському перешийку, й перекладав деякі її твори французькою.
Друга збірка віршів «Суворі пісні» (1922) теж не привернула великої уваги критиків. Поміщений у ній експресіоністичний вірш «Ягуар» згодом став одним із найвідоміших у Діктоніусовому доробку, а самого автора і його літературну діяльність (особливо ранню) порівнювали з ягуаром-войовником. Позначений впливом Ніцше, зокрема «Піснею смутку» із книжки «Так казав Заратустра», вірш виразив кредо Діктоніуса. Ліричний герой ототожнюється з «я» автора, а те, що йде від серця, виходить з-під пера, — з ягуаром. Разом це становить машину, керовану священним обов'язком бити, розривати й нищити всю погань, поки вона ще тхне:
| ...Ми хочемо вбити волання бездушних співчуття безсердечних святенництво безбожних безсилля дужих лихоносну слабкість добрих ми хочемо вбивати щоб творити ми хочемо розчистить місце ми хочемо колись побачить як танцюють сонячні зайчики... Оригінальний текст (швед.) ...Vi vill döda de känslolösas skri de hjärtlösas medlidande de otrognas religiositet det starkas maktlöshet det godas onda svaghet vi vill föda med att döda vi vill bereda plats vi vill engång se solfläckar dansa... |
Однак у ягуара теж є серце, він відчуває біль у лапах, потерпає від самотності й цілує квіти. А сонячні зайчики прийшли, коли ягуар спав. Під регіт зірок він злітає понад ялинами.
Перекладений французькою, вірш увійшов до антології паризького видавця Івана Ґолля «П'ять континентів», а також до фінсько-шведської антології, що видала Едіт Седерґран.
Завдяки третій книжці — збірці афоризмів «Хліб і вогонь» (1923) — Діктоніус здобув визнання у гельсінських літературних колах.
Då Diktonius i Min dikt ger följande upplysning: «En fingervisning för mina biografer: Jag är fyrkantig» är han innepå samma linje. Väsentliga inslag i såväl tysk expressionism som finlandssvensk modernism är inriktningen på intuition och irrationalism och den gemensamma utgångspunkten är Nietzsche och i viss mån Bergson. I linje med inriktningen på irrationalism ligger expressionismens dragning till «die Bildkreise der Erde und das organischen Lebens».12 I Brödet och elden (1923) skriver Diktonius: «Jag kan ej tala nog jordiskt, jag ville mina ord hade mull på nosen». Fotbilden är betydelsefull både hos Diktonius och Zarathustra. Dels bejakar Zarathustra livet genom dansen — och fötterna har då en central funktion, dels predikar han vikten av att vara jorden trogen — och människorna måste därför lära sig använda fötterna. I de avslutande raderna av Diktonius' deklaration Expressionistiskt i Ultras sista nummer 1922, finns följande drastiska och humoristiska uttryck för den antiintellektuella inriktningen: Четверта — «Колючі пломені» (1924) — це низка віршованих портретів Діктоніусових колег по перу, на якій можна розпізнати вплив Едґара Лі Мастерза.
Збіркою «Кам'яне вугілля» (1927) поет шокував консервативних читачів своїми поглядами на історію. Він закликав віддати шану могилам червоногвардійців, загиблих під час громадянської війни 1917—1918 років. Збірку схвалили молоді шведські літератори лівих поглядів.
In his poems and other publications Diktonius's revealed his mellower side as is seen in Jordisk ömhet (1938). In Medborgare i republiken Finland (1935), his citizens in the Republic of Finland included democratically farmers, Fascists, orphans, and mothers.
Книжка поезій «Сильний, але темний» marked the end of his rebellious, international period. Diktonius became interested in nature and Finland's literary heritage, exemplified in his tribute to J.J. Wecksell. Like Uuno Kailas in Uni ja kuolema (1931) he saw threats emerging from the east.
1932 року вийшов один із чільних творів Діктоніуса — «Янне Кубик». У цьому романі описано історію портового вантажника, який під час Фінської громадянської війни пристає до червоногвардійців, а коли починають брати гору білі, переходить на їхню сторону. Після запровадження сухого закону у Фінляндії він жене самогон, симпатизує фашистам та нацистам і стає головорізом. Зрештою цей передчасно постарілий штрейкбрехер гине через нещасливий випадок. The events are quasi-scholarly commented by the author, who tries to find some sense in the life of the poor protagonist. The elliptic sentences, quick shifts of time and place made the book a pioneer work in the Scandinavian novel. Diktonius, who was completely bilingual, claimed that Janne Kubik was conceived in Finnish and published the «original» Janne Kuutio in 1946.
I detta «träsnitt i ord» är huvudpersonen en mångbottnad karaktär, en äventyrare vars livsåskådningar växlar, en som rör sig såväl med rödgardister 1918 som med spritlangare och fascistiska skjutsare i 1930-talets Finland. Verket är uppbyggt av korta, färgstarkt tecknade scener, som berättaren i varierande kommentarer håller en distans till. Detta självreflekterande berättande är besläktat såväl med Bertolt Brechtsverfremdung som med postmoderna uttryckssätt. 
His unconventional Swedish translation of Aleksis Kivi's (1834—1872) classic novel Seitsemän veljestä (1948, Seven Brothers) showed his skill to create a language entirely his own.
«Evig lever jag.
Om människa eller fixstjärna, solsystem eller martall
på en öde klippa vid havet,
är detsamma.»
Diktonius's last collections of poems, Annorlunda (1948) and Novembervår (1951) witnessed the author's emotional tiredness, with few exceptions, among them a poem about his dead mother; she died in 1940. Most of the final decade of his life Diktonius spent in hospitals and sanatoriums. With his wife he went in 1956 to Sochi, Russia, but eventually he stopped traveling because he could not afford it. In the 1950s he published several selections and collections of his works, among them Dikter (1955), Prosa (1955) and Meningar (1957). Diktonius died on September 23, 1961, in Helsinki.
En speciell mellanperiod i Diktonius konstnärliga utveckling kom att inledas då han 1915 lärde känna vänsterpolitikern och revolutionsideologen Otto Wille Kuusinen. Båda hade nytta av samarbetet: Diktonius lärde Kuusinen tonsättning och Kuusinen i sin tur handledde Diktonius i diktandets konst. Under sin livstid uppnådde Diktonius ingen framgång som tonsättare. Han hade svårt att finna någon som ville tolka hans tonsättningar, som så kraftigt avvek från det gängse tonspråket. Debutkonserten i maj 1920 blev nästintill ett fiasko. Sin musikaliska talang manifesterade Diktonius i alla fall i sin musikkritik och i sina essäer, av vilka ett urval senare publicerades i volymen Opus 12 (1933). 
Elmer Diktonius är en av de ledande gestalterna inom den finlandssvenska litterära modernismen. Han skrev dikt och prosa, aforismer och essäer, och översatte såväl finska klassiker till svenska som modern svensk litteratur till finska. Som litteraturkritiker på Arbetarbladet och medhjälpare i svenska tidningar följde han under flera decennier noggrant med det litterära livet i både Finland och Sverige och var sålunda en betydande kulturförmedlare mellan respektive språkområde. Därtill skapade han sig en intensiv, om än kort karriär som modern tonsättare.
Elmer Diktonius var på 1920-talet, liksom Hagar Olsson, en aktiv förkämpe för det radikala inom den finlandssvenska litteraturen. De spelade båda en avgörande roll vid tillkomsten av de modernistiska tidskrifterna Ultra och Quosego. Diktonius var den som stod för det sedermera ofta citerade kravet att «öppna fönstren mot Europa». Diktonius modersmål var svenska men han skrev även en del på finska, som han till fullo behärskade. Det har sagts att det han skrev på svenska hade han «tänkt på finska». 
Karakteristiskt för Diktonius redan från allra första början var de snabba blänken, det kraftfulla bildspråket och en revolutionär anda som genomsyrade allt. I sin tidiga produktion identifierade han sig med «den kämpande jaguaren» och förde, på sitt individualistiska vis, arbetarklassens talan. I de senare verken tonades radikalismen ned och mer jordnära känslor började göra sig gällande. Jaguaren utvecklades till en «milt spinnande bondkatt», som Johannes Salminen slagfärdigt komprimerat denna förvandling. Diktonius kom så småningom att bli det finska landskapets intima krönikör, en kortprosans mästare och en ytterst nyanserad och lyrisk ordkonstnär. 
Helsingfors och Nurmijärvi är de två viktigaste polerna i Diktonius liv och skrivande. Såväl det urbana livet som tillvaron på landsbygden står honom nära. I detta skiljer han sig från sin tids typiska finskspråkiga författare, för vilka endera utgjorde ett problem. I synnerhet i Diktonius senare verk förenas de språkliga och mentala yvigheterna med en hängiven dyrkan av moder jord. Den revolutionära och expressionistisk-futuristiska poeten var i medelåldern färdig att «tacka gudarna» för den frodiga atmosfär som livet på landsbygden, inte minst barndomens Nurmijärvi, bjöd på. 
Redan i sitt debutverk erbjöd Diktonius en självbild som senare forskare nogsamt noterat: «En fingervisning för mina biografer: Jag är fyrkantig». Kantigheten ligger till grund för personskildringen även i författarens mest kända verk, den modernistiska miniatyrromanen Janne Kubik (1932).
I Medborgare i republiken Finland (1935) lever sig författaren djupare in i karaktärerna, även om det sker på hans särpräglade kärva vis. Berättelserna spänner över en vid skala. Via olika samhälleligt förankrade existenser och genom att betrakta saker och ting ur barns och åldringars perspektiv visar författaren sin konstnärliga mognad. Diktonius skildrar ironiskt en orgelfabrikörs utopier när denne i stället börjat producera kulsprutor, och en demonisk skomakare i färd med att skapa ett fascistiskt världsvälde. Författaren hade en förmåga att se paradoxer, vilket bl.a. framkommer i novellen «Älgkulan», i vilken han genom en till orörlighet dömd huvudperson skildrade 1930-talets finländska verklighet med dess exekutiva auktioner, kristidsrörelser och nya redan rostande bilar. Centralt i Diktonius författarskap är att det privata och det allmänna vävs in i varandra, liksom det närbelägna och det som är fjärran. 
Diktonius försökte i slutet av 1940-talet bredda sin publik genom att skriva på finska, men projektet resulterade inte i något mer än ett prosafragment som under rubriken «Umajärven kumpareilta» publicerades i tidskriften Näköala 1949. 
Sin sista diktsamling, Novembervår, publicerade Diktonius 1951. Hans sena samlingar präglas av trötthet och ett tvivel på diktens möjligheter. «De spänstiga drömmarna gått» klagar det lyriska jaget i dikten «Ålder» i samlingen Annorlunda (1948). 
As a young man, the writer had studied music abroad and tried composing as well, but had failed in that career. Still he was a skilled violinist who liked to entertain friends with his playing.

### Музична творчість
Вступивши до Гельсінського музичного інституту, Діктоніус розпочав композиторську діяльність. Творив у стилі експресіонізму й задекларував це, опублікувавши у виданні «Привітання весни» статтю «Композиторська робота». Цей стиль характерний також його поетичній творчості, особливо на ранньому етапі. 4 травня 1920 року в музичному інституті відбувся його звітний студентський концерт, який складався з шести модерністських пісень. Комісія дала різко негативну оцінку, тож Діктоніус вирішив покинути інститут і навчатись у Віденській консерваторії, але зрештою відмовився від цього наміру. Попередньо він написав три листи композитору Арнольдові Шенберґу, долучивши ноти своїх творів, і дістав дуже неприхильний відгук. Відтак Діктоніус назавжди відмовився від кар'єри композитора й обмежився критичними статтями та есеями про музику, які 1933 року видав книжкою «Opus 12. Музика». У збірці «Колючі пломені» (1924) він дав гостру характеристику Шенберґові: «Арнольд Шенберґ // — це дикий кабан  // у саду музики».

## Власні твори
- 1921 — Min dikt / «Мій вірш», поетична збірка
- 1922 — Hårda sånger / «Суворі пісні», поетична збірка
- 1923 — Brödet och elden / «Хліб і вогонь», збірка афоризмів
- 1924 — Taggiga lågor / «Колючі пломені», поетична збірка
- 1925 — Onnela. Finsk idyll / «Оннела. Фінська ідилія», збірка прози
- 1927 — Stenkol / «Кам'яне вугілля», поетична збірка
- 1928 — Ingenting och andra novellistiska skisser / «„Ніщо“ і інші новелістичні нариси», збірка прози
- 1930 — Stark men mörk / «Сильний, але темний», поетична збірка
- 1932 — Janne Kubik. Ett träsnitt i ord / «Янне Кубик. Зріз стовбура у слові», збірка прози
- 1933 — Opus 12. Musik / «Opus 12. Музика», статті та есеї
- 1934 — Mull och moln. Nöjd prosa, enkla dikter / «Ґрунт і хмара. Вдоволена проза, прості вірші»
- 1935 — Medborgare i republiken Finland. Novelliad / «Громадянин у Республіці Фінляндії. Новеліада», збірка прози
- 1936 — Gräs och granit. Valda dikter och nya / «Трава і граніт. Вибрані і нові вірші»
- 1938 — Jordisk ömhet / «Земна ніжність», поетична збірка
- 1940 — Medborgare. Andra samlingen / «Громадянин. Друге зібрання», збірка прози
- 1942 — Varsel / «Знамення», поетична збірка
- 1943 — Höstlig bastu / «Осіння лазня», збірка прози
- 1946 — Hård början (Min dikt, Hårda sånger) / «Трудний початок» («Мій вірш», «Суворі пісні»)
- 1946 — Janne Kuutio: Puupiirros sanoin / «Янне Кубик. Зріз стовбура у слові» (фінською)
- 1948 — Annorlunda / «Інакше», поетична збірка
- 1951 — Novembervår / «Листопадова весна», поетична збірка
- 1954 — Ringar i stubben, dikter och småprosa 1918—1953 / «Кола на стерні», неопубліковані вірші та оповідання, написані у 1918—1953 роках; упорядкував і редагував Єрн Доннер
- 1956 — Kirjaimia ja kirjavia, kokoomateos suomeksi kirjoitetuista runoista / «Листи та інше, написані по-фінському вірші»
- 1956 — Dikter / «Поезія», зібрання поетичних творів, написаних до 1942 року[9]
- 1956 — Prosa: 1925—1943 / «Проза: 1925—1943», весь доробок Діктоніуса в цьому жанрі[9]
- 1957 — Meningar / «Думки», афоризми, есеї та статті[9]
- 1972 — Runoni / «Мій вірш» (фінською)
- 1984 — Frysom: lysom! / «Кинь світло на те, від чого мерзнеш!», листування Ґуннара Екелефа і Ельмера Діктоніуса
- 1995 — Elmer Diktonius. Brev / «Ельмер Діктоніус. Листування», упорядкували Єрн Доннер і Маріт Ліндквіст
- 1995 — Elmer Diktonius, Kirjeitä ja katkelmia / «Ельмер Діктоніус. Листи і уривки текстів», упорядкували Єрн Доннер і Маріт Ліндквіст (фінською)
- 1997 — Och så vill jag prata med dig / «Отож хочу побалакати з Тобою», листування Ейвінда Юнсона і Ельмера Діктоніуса, упорядкував Ер'ян Ліндберґер
- 2001 — …inte slocknar bokstäverna blott man blåser på dem: breven mellan Ebbe Linde och Elmer Diktonius / «…букви не згасають тільки тоді, коли на них дмухаєш», листування Еббе Лінде і Ельмера Діктоніуса, передмова і коментарі Пауліни Гельґесон

## Переклади
- 1923 — Ungt hav: ny dikt i översättning (Schildt) / «Молоде море: нова поезія в перекладі», переклади з німецької творів Альфреда Момберта і з англійської — творів Едґара Лі Мастерза, Езри Паунда і Карла Сандберґа
- 1931 — Eino Leino: Lyriskt urval (Söderström) / Ейно Лейно. «Вибрані вірші», з фінської
- 1943 — Jan Fridegård: Karu nuoruus (Jag, Lars Hård) (Tammi) / Ян Фрідеґорд. «Важка молодість» («Я, Твердий Ларс»), з шведської фінською
- 1943 — Katri Vala: Vår sång: lyriskt urval (Bonnier) / Катрі Вала. «Наша пісня», з фінської
- 1948 — Aleksis Kivi: Sju bröder (Seitsemän veljestä) (Norstedt) / Алексіс Ківі. «Сім братів», з фінської
- 1974 — Ezra Pound: 8 dikter (Cavefors) / Езра Паунд. «Вісім віршів», з англійської

## Критика
- Diktonius-samlingen, Svenska litteratursällskapet i Finland. Diktonius. En vänbok (1956)
- Diktonius: en bok på 60-årsdagen den 20 januari 1956. Helsingfors: Tiden. 1956. Libris 93817
- J. Donner, Diktonius. Ett liv (2005)
- Ekman, Michel (2011). Må vi blicka tillbaka mot det förflutna: svenskt och finskt hos åtta finlandssvenska författare 1899—1944. Skrifter utgivna av Svenska litteratursällskapet i Finland, 0039-6842 ; 749. Helsingfors: Svenska litteratursällskapet i Finland. Libris 12285378. ISBN 978-951-583-220-7
- Enckell, Olof (1946). Den unge Diktonius. Stockholm: Wahlström & Widstrand. Libris 8203781
- Finländska gestalter VI (1967);
- Gudsöga, djävulstagg: Diktoniusstudier. Skrifter / utgivna av Svenska litteratursällskapet i Finland, 0039-6842 ; 619. Helsingfors: Svenska litteratursällsk. i Finland. 2000. Libris 7903095. ISBN 951-583-051-6
- Henrikson, Thomas (1971). Romantik och marxism: estetik och politik hos Otto Ville Kuusinen och Diktonius till och med 1921. Staffanstorp: Cavefors. Libris 8198055
- K. Laitinen, Metsästä kaupunkiin. Esseitä ja tutkielmia kirjallisuudesta. Tuntematon Diktonius. (1984);
- Larsson, Jörgen (1999). Poesi som rörelse i tiden: om vers som källa till kognitiv rytmisk respons: exemplet Elmer Diktonius. Skrifter utgivna av Centrum för metriska studier, 1100-9063 ; 10. Göteborg: Centrum för metriska studier (CMS). Libris 2785924. ISBN 91-87988-06-2
- H. Lillqvist, Modernisternas tiotal och tjugotal. Finlands svenska litteraturhistoria II (2000)
- Liljestrand, Birger (1996). «„Stil, teknik — vingar att flyga med“: en språk och strukturanalys av Elmer Diktonius' dikt „Men“». Stilstudier / Olle Josephson (red) (Uppsala: Hallgren & Fallgren, 1996): sid. 140—154, 184. Libris 2274247
- Lindqvist, Marit (1999). «I demokratins tjänst: nedslag i Diktonius 30-tals journalistik». Nya Argus (Helsingfors, 1908–) "1999 (92), ": sid. 129—139. ISSN 0027-7126. ISSN 0027-7126 ISSN 0027-7126. Libris 2905301
- R. Palmgren, Kapinalliset kynät I−III (1983−1984)
- Romefors, Bill (1978). Expressionisten Elmer Diktonius: en studie i hans lyrik 1921—1930. Stockholm: Akademilitt. Libris 7640902. ISBN 91-7410-046-7
- J. Salminen, Det var en gång en jaguar. Pelare av eld (1967);
- Schoolfield, George C. (1985). Elmer Diktonius. Contributions to the study of world literature, 0738-9345 ; 10. Westport, Conn.: Greenwood Press. Libris 4802709. ISBN 0-313-24760-9
- T. Söderling, Kriget och Diktonius. Dikt i krig (1985)
- M. Vainio, Diktonius. Modernisti ja säveltäjä (1976)
- T. Warburton, Inledning. E. Diktonius. Dikter och prosa (1975)
- Zilliacus, Clas (1997). «The roaring twenties of Elmer Diktonius: a centenarian as wonder boy». Scandinavian studies (Lawrence, Kan., etc: Allen Press, etc., 1911–) «1997 (69)»: sid. [171]–188. ISSN 0036-5637. ISSN 0036-5637 ISSN 0036-5637. Libris 2325453
- Мишин О. И. Творчество Эльмера Диктониуса и проблемы шведоязычной литературы Финляндии. — Петрозаводск, 1987. — 120 с.
- Нилова В. И. Фонетика как экспрессия («финский Мунк» Эльмер Диктониус) // Музыка ХХ века в ряду искусств: параллели и взаимодействия: Сб. ст. — Астрахань: АИПКП, 2008. С. 187—193

## Нагороди і відзнаки
- 1940 — Головна премія Дев'яти
- 1955 — Svenska Akademiens översättarpris

## Пошанування пам'яті
- Dramatikern Magnus Nilssons skådespel Guds djärvaste ängel hade urpremiär med Teatergruppen Oktober 1987[2] och handlar om relationen mellan Elmer Diktonius och den likaledes finlandssvenska poeten Edith Södergran. Pjäsen har gjorts i ett flertal uppsättningar genom åren, däribland en version för Sveriges Television 1990.
- Dock har teatergruppen Oktober gjort teater av Diktonius, liksom av mötet mellan Diktonius och Edith Södergran. I svensk TV sändes i slutet av december 1995 en väldokumenterad film om Diktonius av Jörn Donner[10]